# Mops congicus
Mops congicus är en däggdjursart som beskrevs av J. A. Allen 1917. Mops congicus ingår i släktet Mops och familjen veckläppade fladdermöss. Inga underarter finns listade.
Denna fladdermus förekommer i Afrika från Kamerun till västra Uganda. Habitatet utgörs av tropiska regnskogar i låglandet. Individerna bildar flockar eller kolonier som vilar i trädens håligheter.